# Udvari, Tolna
Udvari  este un sat în districtul Tamás, județul Tolna, Ungaria, având o populație de 362 de locuitori (2011). 

## Demografie
Componența etnică a satului Udvari
     Maghiari (97,3%)
     Romi (2,7%)
Componența confesională a satului Udvari
     Reformați (9,67%)
     Fără religie (8,01%)
     Luterani (4,42%)
     Necunoscută (77,9%)
Conform recensământului din 2011, satul Udvari avea 362 de locuitori. Din punct de vedere etnic, majoritatea locuitorilor (97,3%) erau maghiari, cu o minoritate de romi (2,7%). Nu există o religie majoritară, locuitorii fiind reformați (9,67%), persoane fără religie (8,01%) și luterani (4,42%). Pentru 77,9% din locuitori nu este cunoscută apartenența confesională.